# Cleopatra Selene II

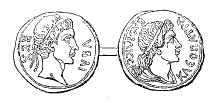
Munt van Juba II en Cleopatra Selene (verso)

Cleopatra Selene II (40 v.Chr. - ca. 5 na Chr.) was de dochter van de Egyptische farao Cleopatra en Marcus Antonius en de tweelingzus van Alexander Helios. Zij huwde omstreeks 26 v.Chr. met Juba II van Numidië (52 v.Chr. – 23 na Chr.). Een van de gasten was Augustus Caesar die aan Cleopatra Selene de regering over Mauretania schonk. Gezamenlijk regeerden ze over Numidië in Noord-Afrika totdat de politieke situatie te onstabiel werd en ze gezamenlijk naar Mauretania vluchtten.
Ze hadden twee kinderen: Ptolemaeus van Mauretania (ca. 5 v.Chr. - 40 n.Chr.) en Drusilla van Mauretania (5 n.Chr. - ?). Zij hadden ook een dochter die Cleopatra van Mauretanië heette. Een van de verre verwanten van dit koppel was Zenobia van Palmyra.
Cleopatra Selene overleed vermoedelijk in 5 na Chr.